# Гроскарлбах
Гроскарлбах (њем. Großkarlbach) општина је у њемачкој савезној држави Рајна-Палатинат. Једно је од 48 општинских средишта округа Бад Диркхајм. Према процјени из 2010. у општини је живјело 1.135 становника. Посједује регионалну шифру (AGS) 7332023.

## Географски и демографски подаци
Гроскарлбах се налази у савезној држави Рајна-Палатинат у округу Бад Диркхајм. Општина се налази на надморској висини од 118 метара. Површина општине износи 5,3 km². У самом мјесту је, према процјени из 2010. године, живјело 1.135 становника. Просјечна густина становништва износи 216 становника/km².